# نتا ریکوین
نتا ریکوین (به انگلیسی: Neta Rivkin) ژیمناست زادهٔ ۱۹ ژوئن ۱۹۹۱ میلادی اهل کشور اسرائیل است.